# Erigone reducta
Erigone reducta là một loài nhện trong họ Linyphiidae.
Loài này thuộc chi Erigone. Erigone reducta được Ehrenfried Schenkel-Haas miêu tả năm 1950.